# Tournoi d'ouverture du championnat de Bolivie de football 2018
Navigation
Tournoi précédent Tournoi suivant
Le tournoi Apertura de la saison 2018 du Championnat de Bolivie de football est le premier tournoi semestriel de la quarante-quatrième édition du championnat de première division en Bolivie. À la suite du passage du championnat à quatorze formations, la compétition voit son déroulement modifié : lors du tournoi Ouverture, les quatorze équipes sont réparties en deux poules de sept qui s'affrontent à deux reprises. Les quatre premiers se qualifient pour la phase finale tandis que les trois derniers jouent un tournoi qualificatif pour la Copa Sudamericana 2019. Il n'y a pas de relégation à l'issue du tournoi mais les résultats de la phase de poules sont conservés pour l'établissement du classement cumulé.
C'est le CD Jorge Wilstermann qui remporte le tournoi après avoir battu en finale The Strongest La Paz. C'est le quatorzième titre de champion de Bolivie de l'histoire du club.

## Qualifications continentales
Le vainqueur du tournoi Apertura est qualifié pour la Copa Libertadores 2019.

## Les clubs participants
- Nacional Potosi
- Club Deportivo Guabirá
- Oriente Petrolero
- Club Bolívar
- Club Blooming
- Universitario de Sucre
- Club Deportivo San José
- Real Potosí
- The Strongest La Paz
- CD Jorge Wilstermann
- Sport Boys Warnes
- Club Aurora - Promu de D2
- Royal Pari FC - Promu de D2
- Destroyers Santa Cruz - Promu de D2

## Compétition
Le barème utilisé pour établir le classement est le suivant :
- Victoire : 3 points
- Match nul : 1 point
- Défaite : 0 point

### Phase de poules
| Rang | Équipe                 | Pts | J  | G  | N | P | Bp | Bc | Diff |
| ---- | ---------------------- | --- | -- | -- | - | - | -- | -- | ---- |
| 1    | CD Jorge Wilstermann   | 32  | 14 | 10 | 2 | 2 | 42 | 13 | +29  |
| 2    | Club BolívarT          | 25  | 14 | 7  | 4 | 3 | 30 | 16 | +14  |
| 3    | Oriente Petrolero      | 20  | 14 | 5  | 5 | 4 | 26 | 21 | +5   |
| 4    | Destroyers Santa CruzP | 16  | 14 | 3  | 7 | 4 | 22 | 28 | -6   |
| 5    | Real Potosí            | 16  | 14 | 5  | 1 | 8 | 23 | 47 | -24  |
| 6    | Club Deportivo Guabirá | 11  | 14 | 2  | 5 | 7 | 23 | 28 | -5   |
| 7    | Universitario de Sucre | 11  | 14 | 2  | 5 | 7 | 18 | 29 | -11  |

| Rang | Équipe                  | Pts | J  | G | N | P | Bp | Bc | Diff |
| ---- | ----------------------- | --- | -- | - | - | - | -- | -- | ---- |
| 1    | Club Deportivo San José | 31  | 14 | 9 | 4 | 1 | 29 | 11 | +18  |
| 2    | Club Blooming           | 23  | 14 | 7 | 2 | 5 | 18 | 20 | -2   |
| 3    | The Strongest           | 22  | 14 | 7 | 1 | 6 | 22 | 16 | +6   |
| 4    | Nacional Potosí         | 18  | 14 | 5 | 3 | 6 | 21 | 24 | -3   |
| 5    | Royal Pari FCP          | 14  | 14 | 3 | 5 | 6 | 13 | 19 | -6   |
| 6    | Club AuroraP            | 14  | 14 | 3 | 5 | 6 | 14 | 21 | -7   |
| 7    | Sport Boys Warnes       | 14  | 14 | 3 | 5 | 6 | 14 | 22 | -8   |

### Phase finale pour le titre
|  | Quarts de finale        | Quarts de finale        | Quarts de finale     | Quarts de finale     |                         |                         | Demi-finales | Demi-finales | Demi-finales | Demi-finales |  |  | Finale | Finale | Finale | Finale |
|  |                         |                         |                      |                      |                         |                         |              |              |              |              |  |  |        |        |        |        |
|  |                         |                         |                      |                      |                         |                         |              |              |              |              |  |  |        |        |        |        |
|  |                         |                         |                      |                      |                         |                         |              |              |              |              |  |  |        |        |        |        |
|  | Nacional Potosí         | Nacional Potosí         | 1                    | 0                    |                         |                         |              |              |              |              |  |  |        |        |        |        |
|  | Nacional Potosí         | Nacional Potosí         | 1                    | 0                    |                         |                         |              |              |              |              |  |  |        |        |        |        |
|  | Club Bolívar            | Club Bolívar            | 2                    | 1                    |                         |                         |              |              |              |              |  |  |        |        |        |        |
|  | Club Bolívar            | Club Bolívar            | 2                    | 1                    | Club Bolívar            | Club Bolívar            | 0            | 1            |              |              |  |  |        |        |        |        |
|  |                         |                         |                      |                      | Club Bolívar            | Club Bolívar            | 0            | 1            |              |              |  |  |        |        |        |        |
|  |                         |                         | The Strongest        | The Strongest        | 1                       | 1                       |              |              |              |              |  |  |        |        |        |        |
|  | Oriente Petrolero       | Oriente Petrolero       | The Strongest        | The Strongest        | 1                       | 1                       | 0            | 1            |              |              |  |  |        |        |        |        |
|  | Oriente Petrolero       | Oriente Petrolero       |                      |                      |                         |                         |              | 1            |              |              |  |  |        |        |        |        |
|  | The Strongest           | The Strongest           | 1                    | 5                    |                         |                         |              |              |              |              |  |  |        |        |        |        |
|  | The Strongest           | The Strongest           | 1                    | 5                    | The Strongest           | The Strongest           | 2            | 1 [2 (2)]    |              |              |  |  |        |        |        |        |
|  |                         |                         |                      |                      | The Strongest           | The Strongest           | 2            | 1 [2 (2)]    |              |              |  |  |        |        |        |        |
|  |                         |                         | CD Jorge Wilstermann | CD Jorge Wilstermann | 1                       | 2 [2 3]                 |              |              |              |              |  |  |        |        |        |        |
|  | Destroyers Santa Cruz   | Destroyers Santa Cruz   | CD Jorge Wilstermann | CD Jorge Wilstermann | 1                       | 2 [2 3]                 | 1            | 0            |              |              |  |  |        |        |        |        |
|  | Destroyers Santa Cruz   | Destroyers Santa Cruz   |                      |                      |                         |                         |              |              |              |              |  |  |        |        |        |        |
|  | Club Deportivo San José | Club Deportivo San José | 0                    | 8                    |                         |                         |              |              |              |              |  |  |        |        |        |        |
|  | Club Deportivo San José | Club Deportivo San José | 0                    | 8                    | Club Deportivo San José | Club Deportivo San José | 2            | 0            |              |              |  |  |        |        |        |        |
|  |                         |                         |                      |                      | Club Deportivo San José | Club Deportivo San José | 2            | 0            |              |              |  |  |        |        |        |        |
|  |                         |                         | CD Jorge Wilstermann | CD Jorge Wilstermann | 4                       | 1                       |              |              |              |              |  |  |        |        |        |        |
|  | CD Jorge Wilstermann    | CD Jorge Wilstermann    | CD Jorge Wilstermann | CD Jorge Wilstermann | 4                       | 1                       | 3            | 3            |              |              |  |  |        |        |        |        |
|  | CD Jorge Wilstermann    | CD Jorge Wilstermann    |                      |                      |                         |                         |              | 3            |              |              |  |  |        |        |        |        |
|  | Club Blooming           | Club Blooming           | 0                    | 1                    |                         |                         |              |              |              |              |  |  |        |        |        |        |
|  | Club Blooming           | Club Blooming           | 0                    | 1                    |                         |                         |              |              |              |              |  |  |        |        |        |        |
|  |                         |                         |                      |                      |                         |                         |              |              |              |              |  |  |        |        |        |        |

### Tournoi pré-Sudamericana
Ce sont les points gagnés qui départagent les équipes et non le nombre de buts marqués.

#### Quarts de finale
| Équipe 1               | Résultat | Équipe 2               | Aller | Retour |
| ---------------------- | -------- | ---------------------- | ----- | ------ |
| Club Deportivo Guabirá | 1 - 0    | Club Aurora            | 1 - 0 | 0 - 0  |
| Royal Pari FC          | 3 - 0    | Universitario de Sucre | 1 - 0 | 2 - 0  |
| Sport Boys Warnes      | 2 - 1    | Real Potosí            | 0 - 0 | 2 - 1  |

- Real Potosí est qualifié pour les demi-finales en tant que meilleur perdant.

#### Demi-finales
| Équipe 1               | Résultat      | Équipe 2    | Aller | Retour |
| ---------------------- | ------------- | ----------- | ----- | ------ |
| Royal Pari FC          | 3 - 3 3-4 tab | Real Potosí | 2 - 1 | 0 - 3  |
| Club Deportivo Guabirá | 2 - 2 5-4 tab | Club Aurora | 2 - 2 | 0 - 0  |

#### Finale
| Équipe 1               | Résultat | Équipe 2    | Aller | Retour |
| ---------------------- | -------- | ----------- | ----- | ------ |
| Club Deportivo Guabirá | 6 - 1    | Real Potosí | 4 - 1 | 0 - 2  |

- Le Club Deportivo Guabirá est au minimum qualifié pour la Copa Sudamericana 2019.

## Bilan de la saison
| Championnat de Bolivie de football 2018 |                                  |
| Champion                                | CD Jorge Wilstermann (14e titre) |
| Qualifications continentales            |                                  |
| Copa Libertadores 2019                  | CD Jorge Wilstermann             |
| Promotions et relégations               |                                  |
| Promus en Primera A                     | Aucun                            |
| Relégués en Torneo Simon Bolívar        | Aucun                            |